# Благовещенка (Московская область)
Благовещенка — деревня в Московской области России. Входит в городской округ Химки.Население — 63 чел. (2010).

## География
Деревня Благовещенка расположена на севере Московской области, на Пятницком шоссе, на юго-западе округа, примерно в 13 км к западу от центра города Химки и в 34 км к юго-востоку от города Солнечногорска, на левом берегу реки Баньки бассейна Москвы-реки.
В деревне 17 улиц, 2 микрорайона, зарегистрировано 4 садовых товарищества. Связана автобусным сообщением с Зеленоградом и Москвой. Ближайшие сельские населённые пункты — деревни Большаково, Середниково, Фёдоровка и посёлок санатория «Энергия».

## История
В «Списке населённых мест» 1862 года Благовещенское — владельческое сельцо 3-го стана Московского уезда Московской губернии на просёлочном Пятницком тракте (между Николаевской железной дорогой и Волоколамским трактом), в 26 верстах от губернского города, при пруде, с 4 дворами и 48 жителями (18 мужчин, 30 женщин).
По данным на 1890 год входила в состав Черкизовской волости Московского уезда, число душ составляло 44 человека.
В 1913 году — 13 дворов.
По материалам Всесоюзной переписи населения 1926 года — деревня Фёдоровского сельсовета Ульяновской волости Московского уезда, проживал 101 житель (51 мужчина, 50 женщин), насчитывалось 17 хозяйств, среди которых 16 крестьянских.
С 1929 года — населённый пункт в составе Сходненского района Московского округа Московской области. Постановлением ЦИК и СНК от 23 июля 1930 года округа как административно-территориальные единицы были ликвидированы.
1929—1932 гг. — деревня Юрловского сельсовета Сходненского района.
1932—1940 гг. — деревня Юрловского сельсовета Красногорского района.
1940—1960 гг. — деревня Юрловского сельсовета Химкинского района.
1960—1963 гг. — деревня Кутузовского сельсовета Солнечногорского района.
1963—1965 гг. — деревня Кутузовского сельсовета Солнечногорского укрупнённого сельского района.
1965—1994 гг. — деревня Кутузовского сельсовета Солнечногорского района.
В 1994 году Московской областной думой было утверждено положение о местном самоуправлении в Московской области, сельские советы как административно-территориальные единицы были преобразованы в сельские округа.
В 1994—2004 гг. деревня входила в Подолинский сельский округ Солнечногорского района, в 2005—2019 годах — в Кутузовское сельское поселение Солнечногорского муниципального района, в 2019—2022 годах  — в состав городского округа Солнечногорск, с 1 января 2023 года включена в состав городского округа Химки.

## Население
| 1852 | 1859 | 1890 | 1899 | 1926 | 1966 | 1998 |
| ---- | ---- | ---- | ---- | ---- | ---- | ---- |
| 34   | ↗48  | ↘44  | ↗53  | ↗101 | ↗128 | ↘60  |
| 2002 | 2010 |      |      |      |      |      |
| ↗76  | ↘63  |      |      |      |      |      |